# George Lillo

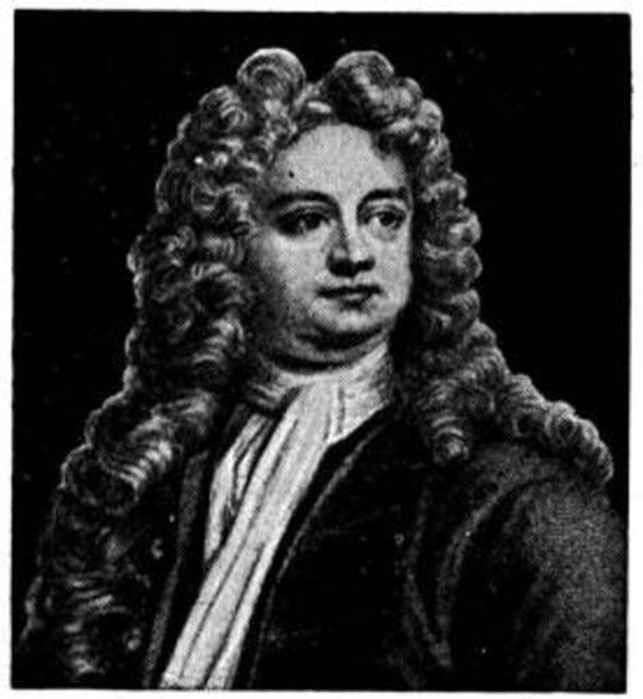
George Lillo.

George Lillo (1693 - 1739) fue un dramaturgo británico. Se sabe poco de su biografía, excepto que era un joyero en Londres además de dramaturgo. Puede que su familia fuera de origen flamenco.
Su obra más famosa fue The London Merchant (El mercader londinense), o The History of George Barnwell (1731). Destaca por ser lo que ahora se conoce como melodrama y por llevar al teatro augusto hacia un tipo de obras más melodramáticas. Lillo deseaba crear un nuevo tipo de tragedia, la "tragedia doméstica" (o tragedia burguesa). En lugar de héroes clásicos o bíblicos presentaría a personajes cotidianos, con tragedias que tienen lugar en los hogares, más que tragedias nacionales. Aun cuando el teatro jacobino había flirteado con obras protagonizadas por comerciantes y artesanos en el pasado (con, por ejemplo, Thomas Dekker y Thomas Heywood), este era un cambio significativo en el teatro, y en la tragedia en particular. En El mercader londinense, el protagonista es un aprendiz que debe luchar con su conciencia. Elige con imprudencia y se arrepiente de su vicio por obtener solo la mano de una chica rica. La tragedia doméstica de Lillo refleja, en cierto sentido, el giro del teatro al apartarse de la corte y dirigirse a la ciudad. Sus obras se refieren a crisis a las que se enfrentaban los aficionados al teatro, más que aquellas que se referían solo a los reyes y los nobles.
Lillo también se preocupó por que las obras fueran correctas desde el punto de vista moral y con valores cristianos. Su siguiente obra fue The Christian Hero (El héroe cristiano, 1735). Fue seguido por Fatal Curiosity (Curiosidad fatal, 1736) y Elmerick, or Justice Triumphant (Elmerick, o la Justicia triunfante, 1740). Las obras de Lillo son prescientes, en que el melodrama y la tragedia doméstica dominarían el teatro inglés a lo largo del siglo XIX. A sus tragedias de clase media les falta espectáculo y los efectos especiales tan apreciados por el público de la época, incluso cuando sus temas estaban cercanas a las vidas de los espectadores. En su época, sus obras tardías solo tuvieron un éxito moderado, y tragedias y comedias al viejo estilo dominaban el escenario.
- Datos: Q832532
- Multimedia: George Lillo / Q832532